# Rhopalicus magdalis
Rhopalicus magdalis är en stekelart som först beskrevs av Julius Theodor Christian Ratzeburg 1848.  Rhopalicus magdalis ingår i släktet Rhopalicus och familjen puppglanssteklar. Inga underarter finns listade i Catalogue of Life.